# 島田修二
島田 修二（しまだ しゅうじ、昭和3年（1928年）8月19日 - 平成16年（2004年）9月12日）は、日本の歌人。洋画家で文化功労者の島田章三は実弟。

## 生涯
神奈川県横須賀市大津出身。父英之は浦賀船渠の客船インテリアデザイナー。母敏子は斎藤茂吉に師事した「アララギ」の歌人。四男一女の次男。
旧制横須賀中学校（34期）を卒業。国語教師は小田切秀雄であった。旧制静岡高等学校在学中の1943年に、北原白秋主宰の「多磨」に入会。小川国夫は高校の同級生である。1944年、兄・陽一(横中30期、海兵73期、海軍中尉、敷波乗組)を戦災で亡くす。江田島の海軍兵学校（77期）在学中には広島原爆を目撃した。
1948年の「コスモス」創刊に参加し、宮柊二に師事する。東京大学文学部社会学科卒業後、読売新聞入社。記者のかたわら作歌を続け、ジャーナリスティックな社会詠などに取り組んだ。26年勤めた後、50歳で退社。1988年に「青藍」を創刊、主宰となる。同誌解散後は「草木」を創刊、主宰。
1984年「渚の日日」で第18回迢空賞受賞。1996年「草木国土」で第11回詩歌文学館賞受賞。2001年「行路」で第1回山本健吉文学賞受賞。「新しい知性の歌人」として歌壇に登場し、人間の生きる哀歓をとらえつづけ、身体障害の子をもつ父としての苦悩も歌った。1986年より朝日歌壇選者。宮中歌会始選者も務めた。
2004年9月12日逝去。自宅で亡くなっていたのを発見されたのはその3日後だった。兄・陽一が南シナ海で戦死してから、ちょうど60年後であった。

## 歌集
- 『花火の星』胡桃書館（1963）
- 『青夏』胡桃書館（1969）
- 『冬音』牧羊社（1977）
- 『島田修二歌集』国文社・現代歌人文庫、1978
- 『渚の日日』花神社（1983）
- 『東国黄昏』花神社（1986）
- 『島田修二歌集』短歌研究文庫 1987
- 『春秋帖』短歌新聞社（1987）
- 『草木国土』花神社（1995）
- 『朝の階段』花神社　2000
- 『行路 島田修二歌集』短歌研究社　2000

### その他著書
- 『宮柊二（短歌シリーズ・人と作品）』桜楓社　1980
- 『宮柊二の歌』花神社　1980
- 『職場 短歌読本』来嶋靖生共編　有斐閣選書　1981
- 『北原白秋』短歌シリーズ・人と作品　田谷鋭共著　桜楓社　1982
- 『現代短歌入門』文化出版局　1984
- 『抒情の空間 島田修二評論集』雁書館　1984
- 『短歌に親しむ NHK短歌入門』日本放送出版協会　1987
- 『昭和の短歌を読む』岩波セミナーブックス 1998